# Schlossgymnasium Kirchheim unter Teck
Das Schlossgymnasium Kirchheim unter Teck ist ein allgemeinbildendes Gymnasium in der baden-württembergischen Stadt Kirchheim unter Teck im Landkreis Esslingen. Es wurde im Jahre 1249 erstmals urkundlich erwähnt und hat seitdem Reformen und historische Ereignisse überstanden. Damit ist das Schlossgymnasium die älteste Schule Baden-Württembergs. Der Name rührt von einem Jagdschlösschen her, welches sich auf dem Gelände des früheren Schlossgymnasiums befand.

## Geschichte

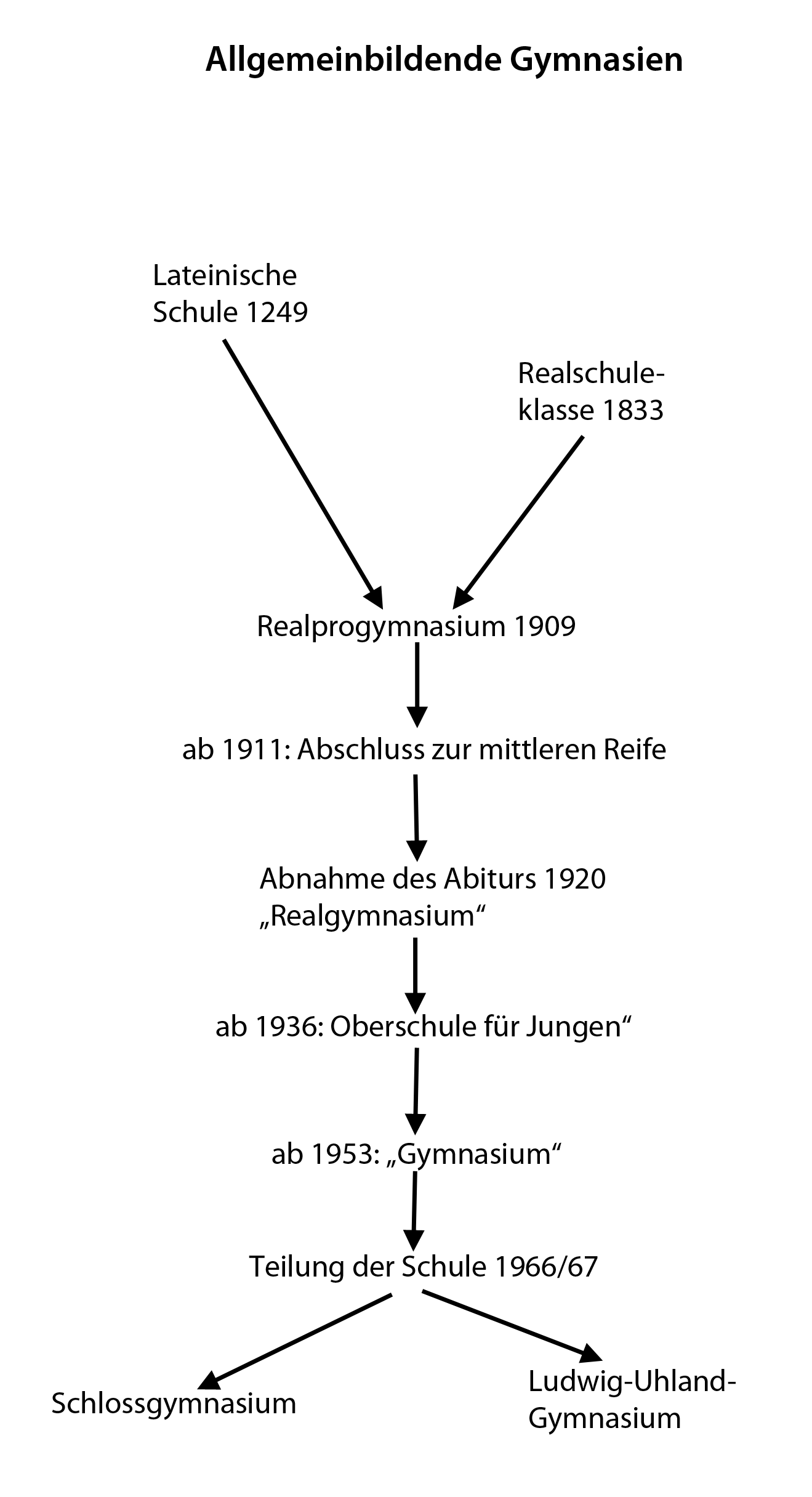
Entwicklung der Kirchheimer Gymnasien

### 1249 bis 1937
Das Schlossgymnasium wurde 1249 als Lateinschule für Jungen gegründet, wahrscheinlich im Spitalviertel von Kirchheim. Dort wurde den Schülern anhand der lateinischen Sprache Lesen und Schreiben beigebracht. Die im 19. Jahrhundert einsetzende Industrialisierung erforderte Realfächer im Lehrplan. Diese enthielten unter anderem Arithmetik, Geographie, Geschichte und Französisch. Daher gab es seit 1833 parallel zur Lateinschule auch eine Realschule. Einer ihrer ersten Lehrer war der Oberpräzeptor Eduard Eyth, Vater des Dichter-Ingenieurs Max Eyth. Steigende Schülerzahlen Anfang des 20. Jahrhunderts erforderten einen Neubau der Lateinschule, der 1909 in der Jahnstraße bezogen wurde. 1921 legte der erste Jahrgang das Abitur dort ab. Bis 1936 existierten die Oberrealschule und das Realgymnasium unter einheitlicher Leitung.

### 1937 bis 1945
In der Zeit des Nationalsozialismus setzte die Vereinheitlichung ein, alle höheren Schulen wurden als „Oberschulen“ bezeichnet und auf acht Schuljahre gekürzt. Das Schulhaus wurde gegen Kriegsende als Lazarett und von der Reichsbahn genutzt, schließlich ausgeschlachtet und stark beschädigt. Danach erfolgte die Verlegung des Unterrichts in Baracken auf dem Hof.

### Seit 1945
1945 wurde der Unterricht mit rund 600 Schülern begonnen und nach und nach wurden alte Strukturen wiederhergestellt. Wegen akuter Einsturzgefahr musste die bestehende Turnhalle ersetzt werden, die neue Turnhalle wurde 1954 am Lauterufer eingeweiht. Aufgrund der sich weiter vergrößernden Wohnbevölkerung war ein Neubau mit größerem Gebäude notwendig, der erst 1963, nachdem Um- und Neubauarbeiten an anderen Kirchheimer Schulen abgeschlossen waren, durchgeführt werden konnte. Dabei verblieben die naturwissenschaftlichen Räume im alten Gebäude, die Räume für die sprachlichen Fächer wurden im Neubau auf dem Kirchheimer Milcherberg untergebracht. Zu Beginn des Schuljahres 1966/67 wurde das bestehende Gymnasium geteilt und die beiden Gymnasien mit den Namen Schlossgymnasium und Ludwig-Uhland-Gymnasium eingeweiht. Der Name Schlossgymnasium leitet sich nicht vom nahegelegenen Kirchheimer Schloss ab, vielmehr ist ein ehemals auf dem Schulgelände gelegenes Jagdschlösschen der Namensgeber. Nach der Abspaltung des Ludwig-Uhland-Gymnasiums musste das Schlossgymnasium den Betrieb mit einer Schülerzahl von 733 aufnehmen und aufgrund der Tatsache, dass diese Jahrgänge relativ geburtenstark waren, musste mit einem ebenso starken Anstieg von Gymnasiasten gerechnet werden. Da das Schulgebäude relativ baufällig war und die Mängel wie z. B. stärker werdender Verkehrslärm, kein fließendes Wasser in den Klassenzimmern oder Heizungsprobleme einen normalen Unterricht enorm erschwerten und die Reparaturarbeiten kein Ende nahmen, war trotz allen Verbesserungen ein Neubau unumgänglich. Im Dezember 1976 wurden die Bauaufträge für Schule und Sporthalle vom Gemeinderat erteilt. Zum Schuljahresbeginn 1978/79 wurde das 70 Jahre genutzte Gebäude in der Jahnstraße verlassen und der Neubau mit 1100 Schülern in der Jesinger Halde bezogen.

### Umbaumaßnahmen 2008 bis 2010
In den Jahren 2008 bis 2010 wurden am Schlossgymnasium mehrere Umbaumaßnahmen vorgenommen. Im Erdgeschoss wurde ein Kunstraum zum NwT-Raum umgestaltet bzw. modernisiert und das 2. Obergeschoss erhielt neun neue Klassenzimmer, darunter auch ein Multimedia-Raum mit interaktivem Whiteboard, das neue Präsentationsmöglichkeiten bietet. Im Jahr 2010 wurde ein neues, sich neben dem Haupteingang befindendes Treppenhaus erbaut, das auch aktuelle Brandschutzordnungen erfüllt. Außerdem wurde die Sporthalle unter ökologischen Gesichtspunkten saniert.

### Direktoren
| Name             | Amtszeit  |
| ---------------- | --------- |
| Otto Lörcher     | 1920–1940 |
| Otto Lau         | 1940–1942 |
| Johannes Dilger  | 1945–1947 |
| Arthur Riehle    | 1947–1954 |
| Karl Heinzelmann | 1954–1965 |
| Rudolf Hemmann   | 1966–1967 |
| Rolf Dreher      | 1967–1989 |
| Roland Krämer    | 1989–2004 |
| Siegfried Lutz   | 2004–2007 |
| Lucia Heffner    | seit 2008 |

### Skilandheim Zauchensee 1970er Jahre bis 2023
Von den 1970er Jahren bis 2023 wurde am Schlossgymnasium für die Klassen 7 das Skilandheim in Zauchensee angeboten. Zahlreiche Schüler haben im Salzburgerland (Österreich) das alpine Skifahren als Anfänger gelernt bzw. ihre Technik weiter verfeinert. Nach einer intensiven Debatte über Kosten und Klimaschutz wurde im Herbst 2023 beschlossen, dieses Angebot nach 50 Jahren einzustellen.

## Pädagogische Arbeit

### Doppelstundenmodell
Seit dem Schuljahr 2010/11 findet eine Erprobungsphase für das Doppelstundenmodell statt. Dabei werden jeweils zwei Schulstunden zu einem 90-minütigen Block zusammengefasst, die großen Pausen wurden um fünf Minuten verlängert. Das Ziel dieser Maßnahme ist es, eine effizientere Unterrichtsumgebung zu schaffen, wobei sich konzentrierte Arbeitsphasen und weniger anspruchsvolle Gruppenarbeiten abwechseln sollen. Die Entscheidungsfindung im Schuljahr 2009/10 war von starken Gegenstimmen auf Schüler- sowie Lehrerseite durchzogen, wobei sich doch eine deutliche Mehrheit für den Versuch herauskristallisierte.

### Nwt-/Latein-/Spanischzug  – Kooperation mit dem LUG
Zusätzlich zu den Fremdsprachen Englisch (ab Klasse 5) und Französisch (ab Klasse 6) wird eine Wahl für ein fünftes Kernfach ab Klasse 8 angeboten. Dabei kann sich ein Schüler zwischen dem Naturwissenschaft und Technik-, dem Spanisch- oder dem Lateinzug entscheiden. Das gewählte Fach wird dann in den Klassen 8 bis 10 unterrichtet. In der Oberstufe besteht eine Kooperation zwischen dem Schloss- und dem Ludwig-Uhland-Gymnasium, wobei weniger belegte Kurse zu einem Kurs zusammengefasst werden, der an einer der beiden Schulen stattfindet.

### Bilingualer Zug
Seit 2012 können begabte und motivierte Schüler den bilingualen Zug belegen. Zweisprachig unterrichtet werden die Fächer Geographie, Geschichte und Biologie. Des Weiteren erhalten die Schüler des bilingualen Zugs ab der 5. Klasse zusätzlichen Englischunterricht. Nach der 10. Klasse erhalten sie ein Zertifikat für dessen Belegung. Ebenfalls ist es möglich, sein schriftliches Abitur in einem bilingualen Fach zu absolvieren. Dadurch kann das Sprachlevel C1 sowie ein internationales Abitur erreicht werde. Im bilingualen Unterricht sollen die Schüler mit fachlichen und interkulturellen Kompetenzen auf das Studium und den Beruf in einer vernetzten Welt vorbereitet werden.
| 5     | Verstärkter Englischunterricht (+2 Stunden)                                                                                  |                        |
| 6     | Verstärkter Englischunterricht (+1 Stunde)                                                                                   |                        |
| 7     | Bilingualer Geographieunterricht (+1 Stunde)                                                                                 |                        |
| 8     | Bilingualer Geographieunterricht (+1 Stunde) Bilingualer Geschichtsunterricht (+1 Stunde)                                    |                        |
| 9     | Bilingualer Biologieunterricht (+1 Stunde)                                                                                   |                        |
| 10    | Bilingualer Biologieunterricht (+1 Stunde) Bilingualer Unterricht in Geographie/ Geschichte/Gemeinschaftskunde (+1 Stunde)   |                        |
| 11+12 | Englisch als Leistungsfach (fünfstündig) Biologie-bili als Leistungsfach (fünfstündig)                                       | Internationales Abitur |
| 11+12 | oder: Bilinguales Sachfach (fünfstündig) + zwei Fremdsprachen als Basisfächer (davon eine Englisch)                          |                        |
| 11+12 | oder: Englisch als Leistungsfach (fünfstündig) + Bilinguales Sachfach (Geo/GK/Bio, dreistündig) oder bilingualer Seminarkurs | Bilinguales Zertifikat |

### Schüleraustausch
Es finden jährlich Schüleraustausche mit Partnerschulen an folgenden Standorten statt:
- Marsh Valley High School, Idaho, USA
- Calahorra, Spanien
- Rambouillet, Frankreich
- St. Petersburg, Russland
- Kalocsa, Ungarn

### Schule ohne Rassismus – Schule mit Courage
SOR-SMC ist ein Projekt von und für Schüler, die gegen alle Formen von Diskriminierung, insbesondere Rassismus, aktiv vorgehen und einen Beitrag zu einer gewaltfreien, demokratischen Gesellschaft leisten wollen. Das Schlossgymnasium ist eine von über 800 Schulen in Deutschland, die an diesem Projekt teilnehmen.

## Die Technik-AG des Schlossgymnasiums
Neben vielen anderen AG Angeboten verfügt das Schlossgymnasium auch über eine Technik-AG. Die AG findet nicht regelmäßig statt, jedoch wird sie bei nahezu allen Veranstaltungen der Schule benötigt. Das nötige Geld für Anschaffungen wird vom Förderverein der Schule bereitgestellt. Der Einstieg in die AG ist ab dem siebten Schuljahr möglich.

## Fördern und Fordern
Das Förder- und Forderkonzept am Schlossgymnasium bietet Schülern die Möglichkeit, in den Kernfächern Mathematik, Deutsch, Französisch und Englisch in Kleingruppen an ihren Defiziten zu arbeiten. 
Zum anderen können begabte Schüler ab der 8. Klasse im Rahmen eines projektorientierten Unterrichts (Biologie und Physik) naturwissenschaftliches Denken und Arbeiten vertiefen. Die Voraussetzungen dafür sind die Teilnahme am Unterricht und das Vorweisen von Leistungen in den jeweiligen Fächern sowie die Freiwilligkeit (d. h. der Schüler entscheidet sich, ob er den Unterricht besuchen möchte). 

## Förderverein
Seit dem Jahr 1953 gibt es in Kirchheim den Verein der Freunde und ehemaligen Schüler der Oberschule Kirchheim unter Teck e.V. Dieser wurde in der Zwischenzeit zwei Mal umbenannt und vom Ludwig-Uhland-Gymnasium getrennt. Nun trägt er den Namen „Verein der Freunde und ehemaligen Schüler des Schlossgymnasiums Kirchheim unter Teck e. V.“

## Freizeitangebote

### Teckstil
Seit dem 29. Mai 2015 gibt es am Schlossgymnasium die Genossenschaft Teckstil, eine Schülergenossenschaft im Rahmen des Seminarkurses der Jahrgangsstufe I. Der Vorstand besteht aus Schülern des Seminarkurses und mittlerweile aus 100 aktiven Mitgliedern.
Vermarktet und vertrieben wird dabei eine Schulkollektion, die aus Kapuzenpullovern, T-Shirts und Turnbeuteln mit dem Schullogo besteht. Die Kollektion wird aus nachhaltig rein ökologisch produzierter Baumwolle hergestellt und wird CO2-neutral bedruckt. Außerdem erfolgt die Herstellung nach hohen Arbeits- und Sozialstandards.
Teckstil erhielt u. a. 2016 den easyCredit Preis für finanzielle Bildung und 2018 den Gewinn des Wettbewerbs für „nachhaltige Schüler-, Übungs- und Juniorenfirmen“.

### Mensa
Seit September 2005 wird in der „essbar“ von Montag bis Donnerstag ein täglich von ehrenamtlich arbeitenden Eltern Mittagessen angeboten und zusätzlich gespendeter Kuchen verkauft. Der Betrieb der Mensa wird vom Verein essbar – Mensa im Schloss e.V. ehrenamtlich organisiert und betreut. 16 Kochteams, bestehend aus Eltern, Großeltern, ehemaligen Lehrern sorgen durch ihren ehrenamtlichen Einsatz dafür, dass dieses Angebot aufrechterhalten werden kann. Unterstützt werden sie durch zwei hauswirtschaftliche Fachkräfte. Täglich werden an Schüler und Lehrer 180 bis 260 warme Essen ausgereicht.

### Aufenthaltsräume
Im Jahr 2012 wurden die zwei Aufenthaltsräume von Schülern umgebaut. Unter dem Motto Aufenthalts(T)räume wurde ein Raum zum "Chilling room" und ein Raum zum "Workroom" umgebaut. Die erforderlichen Geldmittel kamen vom Förderverein. Dort kann man Hausaufgaben erledigen und lernen.

### Offenes Ganztagesangebot
Das Schlossgymnasium ist seit dem Schuljahr 2005/06 eine Offene Ganztagesschule. Verschiedene außerunterrichtliche und unterrichtsergänzende Angebote stehen zur Verfügung, welche die Schüler freiwillig besuchen können. Neben Lehrern werden diese Ganztagesangebote unter anderem von Schülern und ausgebildeten Schülermentoren geleitet.

## Persönlichkeiten

### Ehemalige Schüler
- Johann Georg Hutten (1755–1834), Gymnasialrektor und klassischer Philologe
- Thomas Götz (* 1972), politischer Beamter (Bündnis 90/Die Grünen)
- Andreas Schwarz (* 1979), Politiker (Bündnis 90/Die Grünen)